# Josef Hušbauer
Josef Hušbauer (sinh ngày 16 tháng 3 năm 1990) là một cầu thủ bóng đá chuyên nghiệp người Séc thi đấu ở vị trí tiền vệ cho câu lạc bộ Anorthosis Famagusta của giải vô địch quốc gia Síp. Là sản phẩm của lò đào bóng đá của Sparta Prague, Hušbauer đã đại diện cho Séc thi đấu tại nhiều nhóm tuổi trước khi có trận ra mắt đội tuyển quốc gia Cộng hòa Séc vào năm 2012.

## Sự nghiệp cấp câu lạc bộ

### Sparta Prague
Hušbauer khởi nghiệp bóng đá tại Sparta Prague. Anh có trận đầu tiên tại giải vô địch quốc gia Czech 2. Liga 2007–08 đối đầu với Vysočina Jihlava. Năm 2008, anh bị bán cho câu lạc bộ FK Viktoria Žižkov và thi đấu ở đây một mùa giải. Ở mùa 2009–10 anh bị đen cho mượn tới 1. FK Příbram. Năm 2010, Hušbauer chuyển đến câu lạc bộ Baník Ostrava và thi đấu ở đây một mùa trước khi bị bán cho Sparta Prague.
Hušbauer đầu quân cho câu lạc bộ Cagliari của Ý dưới dạng cho mượn vào tháng 1 năm 2015. Tuy nhiên anh chỉ chơi hai trận đấu dưới quyền huấn luyện viên Gianfranco Zola, và không chơi thêm trận nào nữa cho đội một sau khi Zola bị thay thế bởi Zdeněk Zeman, qua đó cắt ngắn quãng thời gian chơ mượn và trở về Sparta. Ở mùa thu Giải bóng đá vô địch quốc gia Séc 2015–16, Hušbauer rời đột một gồm 11 cầu thủ của Sparta Prague và chỉ chơi đủ 2 trận trong tổng số 15 trậnd dược đá.

### Slavia Prague
Hušbauer ký hợp đồng với đối thủ của Sparta Prague là câu lạc bộ Slavia Prague vào tháng 12 năm 2015 với mức phí được cho là 15 triệu CZK. Ngày 9 tháng 5 năm 2018, anh thi đấu giúp Slavia Prague chiến thắng trận chung kết Cúp bóng đá Séc 2017–18 trước Jablonec.
Tháng 1 năm 2020, Hušbauer gia nhập câu lạc bộ Dynamo Dresden ở giải 2. Bundesliga dưới dạng cho mượn cho đến hết mùa giải 2019–20. Dresden cũng gắn kém điều khoản mùa đứt anh.

### Anorthosis Famagusta
Ngày 24 tháng 7 năm 2020, Hušbauer đầu quân cho câu lạc bộ Anorthosis Famagusta của Síp với bản hợp đồng có thời hạn hai năm kéo dài đến tháng 5 năm 2022.

## Thống kê sự nghiệp

### Câu lạc bộ
Tính đến 10 tháng 5 năm 2021
| Câu lạc bộ         | Mùa                | Giải                   | Giải    | Giải      | Cúp     | Cúp       | Liên lục địa | Liên lục địa | Khác    | Khác      | Tổng cộng | Tổng cộng |
| Câu lạc bộ         | Mùa                | Hạng đấu               | Số trận | Bàn thắng | Số trận | Bàn thắng | Số trận      | Bàn thắng    | Số trận | Bàn thắng | Số trận   | Bàn thắng |
| ------------------ | ------------------ | ---------------------- | ------- | --------- | ------- | --------- | ------------ | ------------ | ------- | --------- | --------- | --------- |
| Viktoria Žižkov    | 2008–09            | Fortuna liga           | 16      | 0         | 0       | 0         | —            | —            | —       | —         | 16        | 0         |
| Viktoria Žižkov    | 2009–10            | Fortuna národní liga   | 7       | 0         | 0       | 0         | —            | —            | —       | —         | 7         | 0         |
| Viktoria Žižkov    | Tổng cộng          | Tổng cộng              | 23      | 0         | 0       | 0         | —            | —            | —       | —         | 23        | 0         |
| Příbram (mượn)     | 2009–10            | Fortuna liga           | 22      | 4         | 0       | 0         | —            | —            | —       | —         | 22        | 4         |
| Baník Ostrava      | 2010–11            | Fortuna liga           | 24      | 2         | 0       | 0         | 4            | 1            | —       | —         | 28        | 3         |
| Baník Ostrava      | 2011–12            | Fortuna liga           | 2       | 1         | 0       | 0         | —            | —            | —       | —         | 2         | 1         |
| Baník Ostrava      | Tổng cộng          | Tổng cộng              | 26      | 3         | 0       | 0         | 4            | 1            | —       | —         | 30        | 4         |
| Sparta Prague      | 2011–12            | Fortuna liga           | 21      | 7         | 5       | 3         | —            | —            | —       | —         | 26        | 10        |
| Sparta Prague      | 2012–13            | Fortuna liga           | 26      | 4         | 0       | 0         | 11           | 2            | —       | —         | 37        | 6         |
| Sparta Prague      | 2013–14            | Fortuna liga           | 29      | 18        | 5       | 2         | 2            | 0            | —       | —         | 36        | 20        |
| Sparta Prague      | 2014–15            | Fortuna liga           | 9       | 3         | 3       | 2         | 7            | 1            | —       | —         | 19        | 6         |
| Sparta Prague      | 2015–16            | Fortuna liga           | 12      | 1         | 2       | 0         | 5            | 1            | —       | —         | 19        | 2         |
| Sparta Prague      | Tổng cộng          | Tổng cộng              | 97      | 33        | 15      | 7         | 25           | 5            | —       | —         | 137       | 44        |
| Cagliari (mượn)    | 2014–15            | Serie A                | 2       | 0         | 1       | 0         | —            | —            | —       | —         | 3         | 0         |
| Slavia Prague      | 2015–16            | Fortuna liga           | 13      | 2         | 0       | 0         | —            | —            | —       | —         | 13        | 2         |
| Slavia Prague      | 2016–17            | Fortuna liga           | 29      | 3         | 3       | 0         | 5            | 1            | —       | —         | 37        | 4         |
| Slavia Prague      | 2017–18            | Fortuna liga           | 29      | 3         | 3       | 1         | 6            | 2            | —       | —         | 38        | 6         |
| Slavia Prague      | 2018–19            | Fortuna liga           | 33      | 9         | 4       | 2         | 9            | 1            | —       | —         | 46        | 12        |
| Slavia Prague      | 2019–20            | Fortuna liga           | 18      | 5         | 1       | 0         | 5            | 0            | 1       | 1         | 25        | 6         |
| Slavia Prague      | Tổng cộng          | Tổng cộng              | 122     | 22        | 11      | 3         | 25           | 4            | 1       | 1         | 159       | 30        |
| Dynamo Dresden     | 2019–20            | 2. Bundesliga          | 10      | 1         | 0       | 0         | —            | —            | —       | —         | 10        | 1         |
| Anorthosis         | 2020–21            | Cypriot First Division | 31      | 1         | 4       | 2         | 0            | 0            | —       | —         | 35        | 3         |
| Tổng kết sự nghiệp | Tổng kết sự nghiệp | Tổng kết sự nghiệp     | 333     | 64        | 31      | 12        | 54           | 9            | 1       | 1         | 419       | 86        |

### Cấp đội tuyển
Tính đến 14 tháng 1 năm 2020
| Đội tuyển quốc gia Cộng hòa Séc |         |              |
| Năm                             | Số trận | Số bàn thắng |
| 2012                            | 2       | 0            |
| 2013                            | 4       | 0            |
| 2014                            | 3       | 1            |
| 2015                            | 0       | 0            |
| 2016                            | 0       | 0            |
| 2017                            | 4       | 0            |
| 2018                            | 4       | 0            |
| 2019                            | 3       | 0            |
| Tổng cộng                       | 20      | 1            |

### Bàn thắng cho đội tuyển
Tính đến 14 tháng 1 năm 2020
| #  | Ngày                | Nơi tổ chức                              | Đối thủ  | Tỉ số | Kết quả | Giải đấu |
| -- | ------------------- | ---------------------------------------- | -------- | ----- | ------- | -------- |
| 1. | 21 tháng 5 năm 2014 | Sân vận động Olympic, Helsinki, Phần Lan | Phần Lan | 2–2   | 2–2     | Giao hữu |

## Danh hiệu

### Câu lạc bộ
Sparta Prague
- Giải vô địch quốc gia Séc: 2013–14
- Cúp bóng đá Séc: 2013–14
- Siêu cúp Séc: 2014

Slavia Prague
- Giải vô địch quốc gia Séc: 2016–17
- Cúp bóng đá Séc: 2017–18

Cá nhân
- Vua phá lưới Giải vô địch quốc gia Séc: 2013–14